# Zongli Yamen

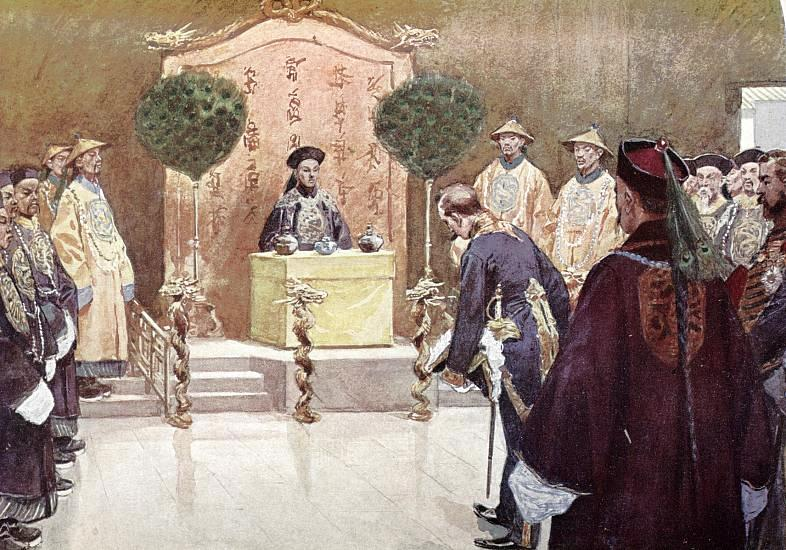
Audienz im Zongli Yamen – 總理衙門, 1896.

Der Zǒnglǐ Yámen (chinesisch 總理衙門 / 总理衙门) war das Außenministerium des kaiserlichen China in der späten Qing-Dynastie. Eingerichtet wurde es durch Prinz Gong in Umsetzung des Vertrags von Tianjin von 1858, der China zur Aufnahme gleichberechtigter diplomatischer Beziehung mit anderen Staaten verpflichtete. Vorher hatte die Pflege der Kontakte zu ausländischen Staaten hauptsächlich in der Hand des Ritenministeriums gelegen.

## Namensbedeutung
Zongli yamen ist die traditionelle Abkürzung des offiziellen chinesischen Namens Zongli geguo shiwu yamen (總理各國事務衙門 / 总理各国事务衙门), der „Amt für die Belange verschiedener Nationen“ bedeutet. Die Entsprechung im Mandschurischen, der zweiten Amtssprache des Reiches lautete Geren gurun i baita be uherileme icihiyara yamun. Der Begriff Yamen wurde von der traditionellen chinesischen Bezeichnung für kaiserliche Behörden entlehnt. Aufgrund der heutigen Bedeutung des Wortes Zongli wurde der Name bisweilen als Bezeichnung für den Sitz des Premierministers missverstanden.

## Aufgaben
Die durch den Vertrag von Tianjin erzwungene Aufnahme gleichberechtigter diplomatischer Beziehungen mit anderen Staaten widersprach diametral dem Konzept des Sinozentrismus und erregte daher innerhalb der Qing-Aristokratie starken Widerwillen. Dieser schlug sich nicht zuletzt in der Bedeutung des neugeschaffenen Zongli Yamen nieder: Innerhalb der chinesischen Behördenhierarchie nahm er einen vergleichsweise niedrigen Status ein; die Außenpolitik des Reiches lag keineswegs allein in seiner Hand, sondern unterstand weiterhin der Prärogative des Kaisers. Auch wurde die Politik des Zongli Yamen häufig durch Aktionen einflussreicher Qing-Beamter wie Zeng Guofan und Li Hongzhang in den Schatten gestellt. Teilweise musste er sich Personal mit anderen Behörden teilen. 1901 wurde er durch das Auswärtige Amt (外務部 / 外务部,  Wàiwùbù) ersetzt, das den anderen Reichsministerien ebenbürtig war.